# Soma (videojuego)
Soma es un videojuego de ciencia ficción de horror y supervivencia desarrollado por Frictional Games para Microsoft Windows, OS X, Linux, PlayStation 4 y Xbox One. El juego fue sacado a la venta el 22 de septiembre de 2015 para Microsoft Windows, OS X, Linux y PlayStation 4 y el 1 de diciembre de 2017 para Xbox One.

## Sinopsis
El jugador toma control de Simon Jarrett, un hombre que sufrió un accidente de automóvil dejándole lesiones cerebrales. Al hacerse un escáner de cerebro aparece de repente en la instalación de PATHOS-II en donde tendrá que buscar respuestas de cómo llegó ahí y de lo que le guardará en el futuro.

## Jugabilidad
El juego toma un aspecto de primera persona basado mucho en los juegos pasados del desarrollador como Amnesia: The Dark Descent y la serie de Penumbra además como los demás juegos el jugador no puede defenderse de los monstruos que andan en PATHOS-II nada más puede esconderse, correr y resolver acertijos. Durante el recorrido de la estación Simon encontrará diferentes tipos de criaturas en donde cada uno representa algo, el juego utiliza terror psicológico. El juego fue hecho en el motor gráfica llamado HPL Engine 3 que fue desarrollado por Frictional Games. 

## Escenario
Soma toma lugar en una instalación en el fondo del mar llamada PATHOS-II. Cuando el jugador llega a la estación esta se encuentra en un estado de ruinas pero rápidamente se puede establecer que era un grupo de estaciones alrededor del Norte Atlántico. En realidad, está hecha especialmente para enviar objetos al espacio mediante una pistola espacial. Después de que un meteorito se estrellara contra la Tierra la tripulación de PATHOS-II se convirtió en las últimas personas vivas en la Tierra en donde tenían que sobrevivir día tras día. Durante este periodo  las máquinas empezaron a desarrollar características humanas y una conciencia. 

## Historia
El juego nos sitúa en Toronto durante el año 2015, cuando el protagonista Simon Jarrett sufre un accidente automovilístico donde pierde la vida su amiga Ashley, mientras que él queda vivo pero con daño cerebral grave y un pronóstico poco esperanzador. Debido a su condición acepta entrar en un experimento para escanear su mente. Dicho experimento dirigido por David Munshi (estudiante graduado de la York University), tiene como objetivo reparar el cerebro dañado de pacientes con lesiones similares a las de Simon.
El jugador toma el control de Simon en el día en que el protagonista amanece en su casa y recibe la llamada del Dr Munshi para que acuda al laboratorio a realizarse el escáner cerebral. Para Simon es un día como otro cualquiera y camino a las instalaciones científicas todo transcurre con normalidad incluso conversa con uno de sus compañeros por teléfono para verse más tarde tras el experimento. Una vez en las instalaciones y tras conocer al Dr Munshi, Simon se prepara para el escaneo sentándose en un sillón especial y colocándose un casco especial con un visor. Al principio Simon se muestra algo preocupado pero el Doctor le tranquiliza indicándole que el experimento será rápido e indoloro. En ese momento Simon aparentemente pierde el conocimiento y cuando regresa en sí se da cuenta de que ya no está en el laboratorio sino en un lugar muy distinto, parecido a un laboratorio futurista siniestro y abandonado.
Según explora el lugar descubre las instalaciones en las que se encuentra se llaman PATHOS-II y consisten un complejo submarino en el fondo del océano Atlántico. Simon pronto descubre que ha despertado en el año 2104 y que el 5 de enero de 2103 un gran cometa impactó con la Tierra dejando la superficie destruida y a PATHOS-II como la última instalación de la humanidad.
Mientras deambula por el lugar tratando de encontrar a otros supervivientes, llega a una parte del complejo llamada Upsilon y ahí Simon se pone en contacto con una mujer llamada Catherine Chun con quien acuerda encontrarse en una zona llamada Lambda. Durante el camino Simon se encuentra con extraños robots mutilados que poseen personalidades y características humanas hasta el punto de que algunos parecen no ser conscientes de que son robots.
Más adelante en su avance para llegar a la zona Lambda, Simon queda atrapado en una estancia cuyas ventanas se rompen inundándose rápidamente de agua, es en ese momento cuando Simon se da cuenta de que está en un traje de buzo y el agua no le afecta. Mientras continúa en su camino para llegar al area donde se encuentra Catherine, Simon sufre visiones cada vez más intensas que le revelan escenas de su pasado y de lo que ha ocurrido. Cuando por fin llega a Lambda Simon conoce a Catherine y descubre que no es humana, sino otro cuerpo robotizado con personalidad humana.
Catherine entonces revela a Simon la siniestra realidad en la que tanto él como ella son una copia de la personalidad y de la conciencia de su ser humano original y han sido clonados en los cuerpos robotizados de empleados de PATHOS-II. Esto ha sucedido debido a que una IA llamada Warden Unit (WAU) ha tomado el control de las instalaciones y se ha dedicado a clonar mentes humanas almacenadas desde hace décadas insertándolas en cuerpos robotizados y bio-modificados con el objetivo principal de preservar a la humanidad, pues ese es su principal propósito.
Sin embargo durante ese proceso la IA en la mayoría de casos ha creado aberraciones que distan de ser algo parecido a un humano convencional por lo que Catherine plantea otra solución alternativa. Las instalaciones de PATHOS-II fueron diseñadas para lanzar al espacio el Arca, un dispositivo diseñado por Catherine que almacena las mentes y consciencias de todos los empleados del complejo que fueron escaneados antes de la catástrofe y los mantiene vivos en un entorno simulado que emula una Tierra idílica. Catherine propone a Simon localizar el Arca, copiar sus mentes a la misma y lanzar el dispositivo al espacio para poder escapar del lugar, Simon acepta la misión y sin pretenderlo ambos se convierten en la única esperanza para salvar lo que queda de la humanidad... 

#### -Alerta SPOILER-
En su camino al Arca, Simon deberá evitar distintos peligros, especialmente a las aberraciones robóticas que habitan el lugar y en algunos momentos tendrá que trasferir su mente a otros cuerpos robotizados cuando queda herido o bien para atravesar ciertas partes del complejo y proseguir su andadura.
Finalmente Simon logra alcanzar el Arca justo antes de lanzarla al espacio y copia a ella tanto su mente como la de Catherine. Sin embargo tras el lanzamiento Simon se da cuenta de que sigue atrapado en el complejo submarino. Frustrado y enfadado arremete contra Catherine creyendo que algo ha salido mal y el Arca se ha lanzado sin ellos. Pero es en ese instante cuando Catherine le hace entender lo que realmente era una evidencia desde un principio. Cada vez que Simon creía que estaba "transfiriendo" su mente de un cuerpo a otro, en realidad lo que hacía era "copiarse" al nuevo cuerpo. De ese modo dejaba atrás a su anterior "Yo" en su viejo cuerpo mientras su mente "copiada" al nuevo cuerpo para proseguir su camino.
Pero en ese instante debido a un fallo técnico se pierde el contacto con Catherine y Simon horrorizado toma consciencia de que ha quedado atrapado en ese cuerpo y en esa parte del complejo completamente solo, al igual que el resto de sus versiones anteriores quedaron atrapadas en sus respectivos cuerpos en otras partes del complejo.
En ese instante el jugador ve como Simon despierta en un lugar idílico que resulta ser el Arca en la cual se encuentra por fin con Catherine en persona con quien conversa feliz por el éxito de su misión.
Durante la secuencia final se observa como el Arca flota en órbita alrededor de una Tierra devastada por el cataclismo mientras se escucha de fondo la conversación feliz de Simon y Catherine cuyas mentes clonadas viajan en su interior.